# Collectif 13
Collectif 13 est un groupe de musique rassemblant des artistes issus de plusieurs formations françaises.

## Biographie
En 2012, Gérôme Briard, du groupe Le Pied de la pompe invite sur scène Guizmo et Alee. Cette première collaboration sera à l'origine du collectif 13 au sein duquel ils sont rejoints par Mourad Musset (La Rue Kétanou), Gari Grèu (Massilia Sound System), Syrano, Erwann Cornec (Le Pied de la Pompe), Ordoeuvre, Max (Le P’tit Son) et Fred Mariolle. 
En 2015, le groupe sort chez Sony Music Entertainment un premier album qui s'écoulera à plus de 10 000 exemplaires,. En 2019, le groupe sort son deuxième album : Chant libre.